# TeenAngels IV
TeenAngels IV es el séptimo trabajo discográfico y el cuarto álbum de estudio de la banda Teen Angels, grupo desprendido de la novela Casi Ángeles. Las canciones de este disco forman parte de la banda sonora de la cuarta y última temporada de la novela. La banda está integrada por Peter Lanzani, Lali Espósito, Gastón Dalmau, Eugenia Suárez y Nicolás Riera que son los intérpretes principales del disco, sin embargo este cuenta con la participación especial de Rocío Igarzábal, Benjamín Amadeo y de la banda ficticia MAN!.

## Información del disco
TeenAngels IV cuenta con trece canciones interpretadas mayormente por la banda Teen Angels: siete por la banda completa, dos solistas y una canción de los miembros femeninos de la banda. Las tres restantes son dúos de dos Teen Angels con otros artistas: el primero de Eugenia Suárez con Benjamín Amadeo y el otro de Gastón Dalmau con Rocío Igarzábal, esta también interpreta con su banda MAN! la restante canción. Este CD abarca un estilo más maduro de la banda en dónde se aprecia el pop electro, rock y las baladas.
En este se destaca el sencillo «Vos Ya Sabés», el cual sirvió como tema principal de la cuarta y última temporada de la serie y el primer sencillo de este cuarto disco, seguido por «Miedo a perderte».
Una de las siete canciones interpretadas por la banda es un cover de la canción "Por Eso Estoy Preso" perteneciente a la banda "Los Iracundos".
En marzo Teen Angels había regresado a España, para presentarse en el Palacio Vistalegre de Madrid. Allí se rodó el videoclip de «Miedo A Perderte» producido por Carlos Jean.

### Ventas
El disco fue certificado platino por la Cámara Argentina de Productores de Fonogramas y Videogramas (CAPIF), debido a la buena aceptación y desempeño de ventas del mismo en Argentina.

### Lista de canciones
| Teen Angels IV |                            |                                                              |                                                              |          |  |
| N.º            | Título                     | Letras                                                       | Música                                                       | Duración |  |
| 1.             | «Vos Ya Sabes»             | María Cristina De Giacomi Fernando López Rossi Pablo Durand  | María Cristina De Giacomi Fernando López Rossi Pablo Durand  | 3:38     |  |
| 2.             | «Donde Estas?»             | De Giacomi                                                   | López Rossi Durand                                           | 3:13     |  |
| 3.             | «Quiero Salir del Paraíso» | De Giacomi                                                   | López Rossi Durand                                           | 3:24     |  |
| 4.             | «Me Voy»                   | De Giacomi                                                   | López Rossi Durand                                           | 3:33     |  |
| 5.             | «Estoy Aquí Otra Vez»      | De Giacomi                                                   | López Rossi Durand                                           | 3:40     |  |
| 6.             | «Cambiar de Aire»          | De Giacomi López Rossi Durand                                | De Giacomi López Rossi Durand                                | 4:25     |  |
| 7.             | «Hoy Te Vi»                | De Giacomi                                                   | López Rossi Durand                                           | 3:12     |  |
| 8.             | «Abre Tus Ojos»            | De Giacomi                                                   | López Rossi Durand                                           | 3:41     |  |
| 9.             | «Solo Amigos»              | Andrés Alcaraz Diego Vanegas David López                     | Andrés Alcaraz Diego Vanegas David López                     | 3:42     |  |
| 10.            | «Resiste»                  | De Giacomi                                                   | López Rossi Durand                                           | 3:23     |  |
| 11.            | «Por Eso Estoy Preso»      | José Finkelberg Eduardo Franco Da Silva José Carlos Mosenkis | José Finkelberg Eduardo Franco Da Silva José Carlos Mosenkis | 3:07     |  |
| 12.            | «Miedo a Perderte»         | Daniel Ambrojo Erasmo                                        | Daniel Ambrojo Erasmo                                        | 3:45     |  |
| 13.            | «Bravo Por La Tierra»      | De Giacomi                                                   | López Rossi Durand                                           | 3:07     |  |

## Posicionamiento en listas

### Anuales
| Listas (2011)     | Mejor posición |
| ----------------- | -------------- |
| Argentina (CAPIF) | 4              |